# Île de Miribel-Jonage
 (octobre 2018).
L'île de Miribel-Jonage est une île fluviale du Rhône situé dans la région Auvergne-Rhône-Alpes, sur les communes de Vaulx-en-Velin, Décines-Charpieu, Meyzieu, Jonage, Jons, Beynost, Neyron, Miribel, Saint-Maurice-de-Beynost, Thil et Niévroz. Elle est formée de la disjonction entre le canal de Miribel et le canal de Jonage. Elle constitue une zone Natura 2000.
Le grand parc de Miribel-Jonage occupe environ 22 km2 des 28 km2 de l'île de Miribel-Jonage.